# Husören (Båtön)
Husören is een Zweeds eiland behorend tot de Lule-archipel. Het eiland ligt aan de oostgrens van de archipel, nabij de grens met de Kalix-archipel. Het eiland heeft geen oeververbinding en is bebouwd met een paar noodcabines en /of overnachtingsplaatsen. Het eiland behoort met een viertal eilanden tot een groep rondom het “hoofdeiland” Båtöharun. De vier andere zijn: Nätigrundet, Skagerören, Kastören en Båtöklubben.